# Lymantriades zorodes
Lymantriades zorodes är en fjärilsart som beskrevs av Collenette 1955. Lymantriades zorodes ingår i släktet Lymantriades och familjen tofsspinnare. Inga underarter finns listade i Catalogue of Life.